# 川龍街

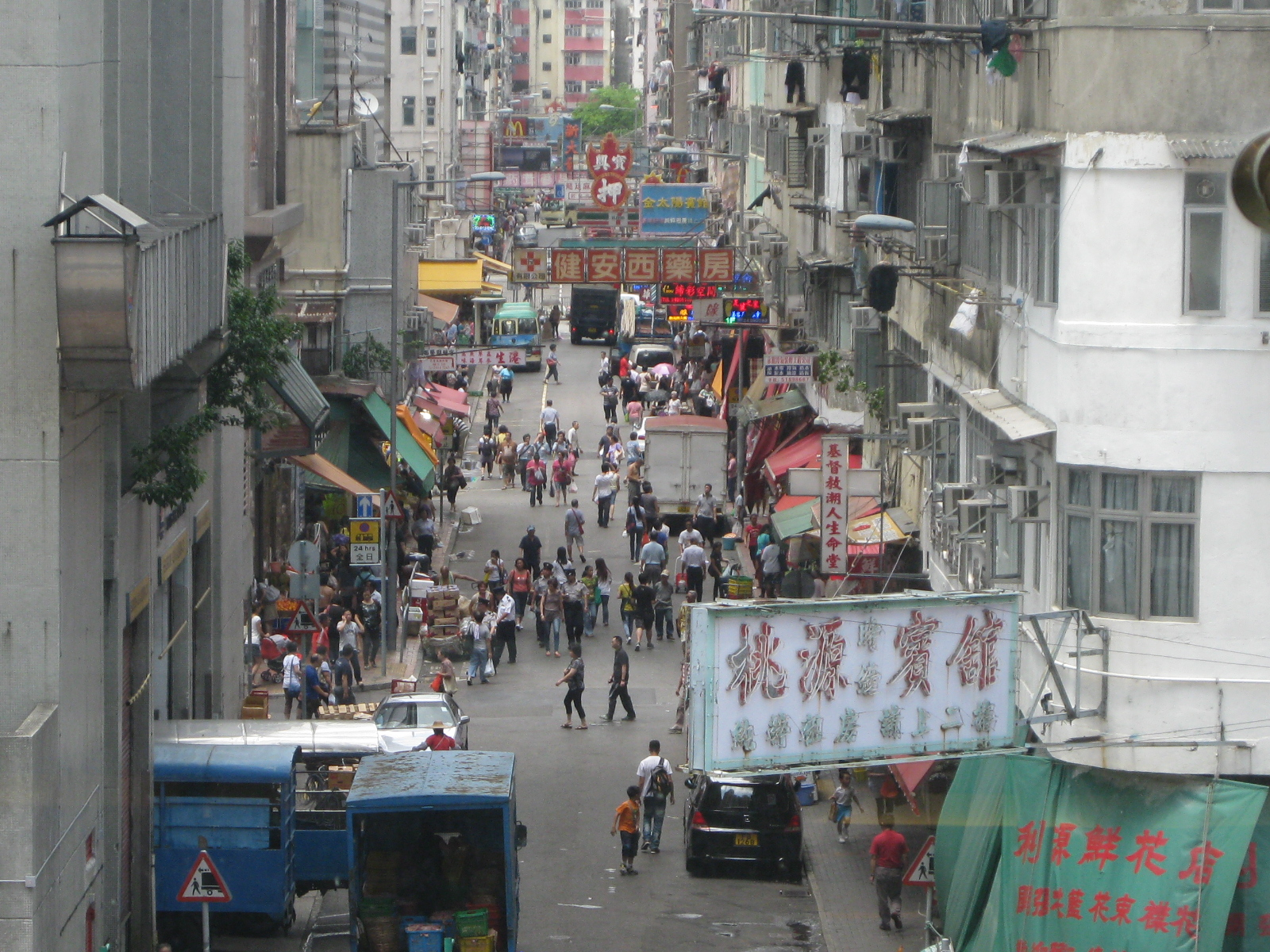
由荃新天地2期望向川龍街

川龍街（英語：Chuen Lung Street），是香港荃灣區內的街市街，其命名源為荃灣大帽山川龍村，位於荃灣市中心舊區，建於荃灣楊屋村的原址上，北面街頭是兆和街，近荃灣街市；南端街尾在楊屋道近如心廣場，毗鄰楊屋道街市。川龍街由南至北單向行車，途經河背街、荃灣豪華廣場、協和廣場、沙咀道、鱟地坊、海壩街、荃灣街市街等。川龍街鄰近荃灣街市，所以全條街道都是街市，地鋪生意包括銀行、凍肉、士多、茶餐廳、日本料理等。

## 小型巴士總站
川龍街亦是荃灣區小型巴士的總站，由北至南分別為：
- 荃灣至紅磡、土瓜灣的公共小巴線
- 荃灣至石籬（經和宜合道）的公共小巴線
- 荃灣至石籬、安蔭邨（經石蔭邨）的專線小巴線
- 荃灣至梨木樹的公共小巴線。